# ISCSI
iSCSI (Abreviatura de Internet SCSI) es un estándar que permite el uso del protocolo SCSI sobre redes TCP/IP. iSCSI es un protocolo de la capa de transporte definido en las especificaciones SCSI-3. Otros protocolos en la capa de transporte son SCSI Parallel Interface y canal de fibra.
La adopción del iSCSI en entornos de producción corporativos se ha acelerado en estos momentos gracias al aumento del Gigabit Ethernet. La fabricación de almacenamientos basados en iSCSI (red de área de almacenamiento) es menos costosa y está resultando una alternativa a las soluciones SAN basadas en Canal de fibra.

## Funcionalidad
El protocolo iSCSI utiliza TCP/IP para sus transferencias de datos. Al contrario que otros protocolos de red diseñados para almacenamiento, como por ejemplo el canal de fibra (que es la base de la mayor parte de las redes de áreas de almacenamiento), solamente requiere una simple y sencilla interfaz Ethernet (o cualquier otra red compatible con TCP/IP) para funcionar. Esto permite una solución de almacenamiento centralizada de bajo coste sin la necesidad de realizar inversiones costosas ni sufrir las habituales incompatibilidades asociadas a las soluciones de canal de fibra para Redes de área de almacenamiento.
Los críticos de iSCSI argumentan que este protocolo tiene un peor rendimiento que el canal de fibra ya que se ve afectado por la sobrecarga que generan las transmisiones TCP/IP (cabeceras de paquetes, por ejemplo). Sin embargo las pruebas que se han realizado muestran un excelente rendimiento de las soluciones iSCSI SANs, cuando se utilizan enlaces Gigabit Ethernet.

## Dispositivos de almacenamiento
En el contexto de almacenamiento, iSCSI permite a un ordenador utilizar un iniciador iSCSI (initiator) para conectar a un dispositivo SCSI (target) como puede ser un disco duro o una cabina de cintas en una red IP para acceder a los mismos a nivel de bloque. Desde el punto de vista de los drivers y las aplicaciones de software, los dispositivos parecen estar conectados realmente como dispositivos SCSI locales. Los entornos más complejos, consistentes en múltiples hosts y/o dispositivos son llamados redes de área de almacenamiento.
Los dispositivos iSCSI no deben ser confundidos con los dispositivos Network-Attached Storage (NAS), los cuales incluyen software en el servidor para controlar las peticiones de acceso simultáneo desde los diferentes hosts. Sin embargo en la actualidad muchos NAS tienen capacidades de generar iSCSI LUN con sus respectivos Targets asociados. Permitir que múltiples hosts tengan acceso simultáneo a un dispositivo único es una tarea difícil pero muy común en los dispositivos SCSI. Sin comunicación host-a-host, cada uno de los hosts desconoce cuáles son las intenciones del resto de los hosts en la red.

## Soporte de la industria

### Iniciadores

#### Resumen de sistemas operativos soportados
| Sistema operativo | Fecha primer lanzamiento | Versión                                                                                |
| ----------------- | ------------------------ | -------------------------------------------------------------------------------------- |
| AIX               | 10/2002                  | AIX 5.2                                                                                |
| Windows           | 06/2003                  | 2000, XP Pro, 2003, Vista, Windows 7, Windows 8 y Windows 10                           |
| NetWare           | 08/2003                  | NetWare 6.5                                                                            |
| HP-UX             | 10/2003                  | HP 11i v1, HP 11i v2                                                                   |
| Solaris           | 02/2005                  | Solaris 10                                                                             |
| Linux             | 06/2005                  | 2.6.12, LIO Archivado el 18 de noviembre de 2008 en Wayback Machine. versiones ≥2.6.38 |
| FreeBSD           |                          | FreeBSD versiones 5.x y 6.x port externo, 7.x Soporte Nativo                           |

Como nota importante, los sistemas macOS no incorporan el iniciador iSCSI, aunque hay software de terceros que lo permiten

##### Adaptadores iSCSI Host Bus
Los adaptadores iSCSI host bus (HBAs) son tarjetas de red que incorporan un motor con la capacidad de proceso iSCSI integrada. Los HBAs iSCSI son tratados por el sistema operativo como controladores SCSI convencionales. En estos casos, el HBA no formará parte de la pila de red del sistema. 
Los siguientes fabricantes disponen de HBAs iSCSI:
- Adaptec
- Alacritech
- Intel (Suspendido)
- Qlogic

### RFCs
- RFC 3720 - Internet Small Computer Systems Interface (iSCSI)
- RFC 3783 - Small Computer Systems Interface (SCSI) Command Ordering Considerations with iSCSI

- Datos: Q306152
- Multimedia: ISCSI / Q306152